# Zarina Aldikova
Zarina Aldikova-Sanaki (ur. 13 grudnia 1985) – kazachska judoczka.
Uczestniczka mistrzostw świata w 2009 i 2011. Startowała w Pucharze Świata w latach 2009-2012. Brązowa medalistka mistrzostwach Azji w 2009; piąta w 2011 i 2012 roku.